# Distathma xanthorrhaea
Distathma xanthorrhaea là một loài tò vò trong họ Ichneumonidae.